# Michał Walski (neurolog)

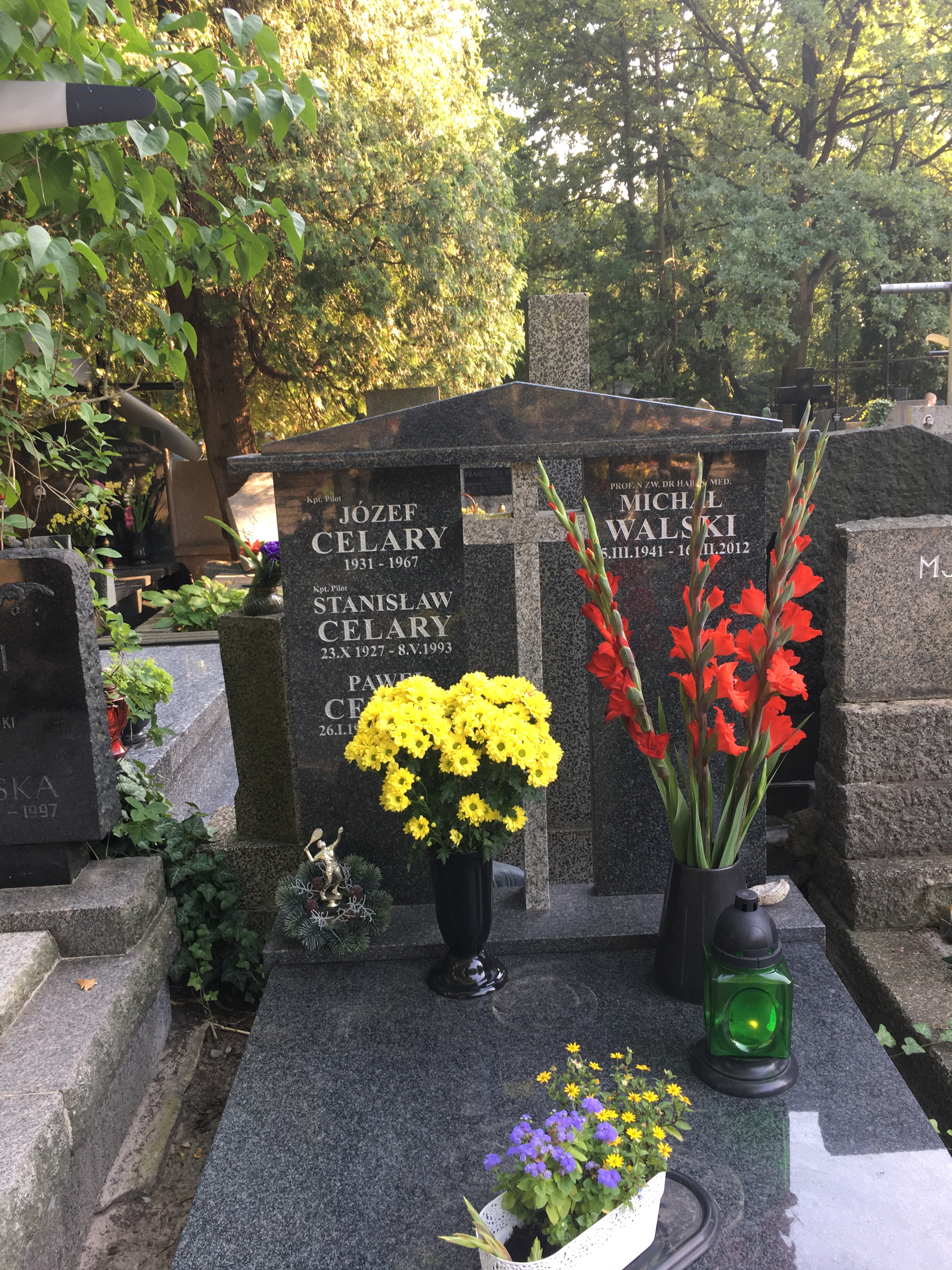
Grób prof. Michała Walskiego na Cmentarzu Wojskowym na Powązkach w Warszawie

Michał Walski (ur. 15 marca 1941, zm. 16 marca 2012 w Warszawie) – polski neuropatolog, doktor habilitowany nauk medycznych, profesor Warszawskiego Uniwersytetu Medycznego. 

## Życiorys
W 1960 ukończył Liceum Ogólnokształcące im. Ziemi Gostyńskiej, a następnie wyjechał do Poznania, gdzie studiował biologię na Uniwersytecie im. Adama Mickiewicza w Poznaniu. W 1965 otrzymał dyplom ukończenia studiów i rozpoczął pracę w Katedrze Patologii Akademii Medycznej w Warszawie. Od 1967 związał się zawodowo z Pracownią Mikroskopii Elektronowej Uniwersytetu Warszawskiego. W 1972 otrzymał jako pierwszy Polak stypendium naukowe, którego fundatorem była Organizacja Promująca Naukę działająca przy rządzie Japonii, wyjechał wówczas do Kioto. Kolejne stypendium uzyskał w 1981, przebywał wówczas w Wielkiej Brytanii na Uniwersytecie w Bristolu. W 1985 w ramach stypendium przebywał na Uniwersytecie Harvarda, w 1988 ponownie w ramach stypendium przebywał w Japonii, w Tokio poznawał najnowsze rozwiązania w zakresie techniki mikroskopii elektronowej. Od 1990 pracował w Zakładzie Ultrastruktury Komórki Instytutu Medycyny Doświadczalnej i Klinicznej im. M. Mossakowskiego Polskiej Akademii Nauk oraz jako diagnosta i wykładowca w Akademii Medycznej w Warszawie (w latach ok. 2009–2011 pracownik Katedry Biologii Ogólnej i Parazytologii), gdzie otrzymał tytuł profesora. Michał Walski był morfologiem, mikroskopistą elektronowym, a także wybitnym badaczem ultrastruktury tkanek i narządów wewnętrznych.
Pochowany na Cmentarzu Wojskowym na Powązkach (kwatera C14, rząd 3, grób 3).